# 浜松電気鉄道笠井線
笠井線（かさいせん）は、かつて浜松市に存在した鉄道路線である。遠州電気鉄道（現遠州鉄道）の子会社浜松電気鉄道が運営していた。遠州電気鉄道線（現在の遠州鉄道鉄道線）の遠州西ヶ崎駅から遠州笠井駅までを結んでいた。名称は電気鉄道であるが、全線非電化であり、ガソリンカーを使用していた。

## 路線データ
- 路線距離（営業キロ）：2.4km
- 軌間：762mm
- 複線区間：なし（全線単線）
- 電化区間：なし（全線非電化）

## 歴史
- 1914年（大正3年）4月7日 - 大日本軌道浜松支社笠井線として西ヶ崎 - 笠井が開業[1]
- 1919年（大正8年）10月12日 - 遠州軌道に譲渡
- 1921年（大正10年）8月23日 - 遠州軌道が遠州電気鉄道に社名変更
- 1923年（大正12年）10月26日以降 - 万斛駅廃止[2]
- 1925年（大正14年）4月8日 - 浜松軌道に譲渡
- 1927年（昭和2年）
  - 以前 - 笠井駅を遠州笠井駅に改称[3]
  - 1月 - 浜松軌道が浜松電気鉄道に社名変更
- 1939年（昭和4年）10月23日以降 - 西ヶ崎駅を遠州西ヶ崎駅に改称[2][注釈 1]。
- 1944年（昭和19年）12月10日 - 全線廃止[4]

## 駅一覧
全駅静岡県浜名郡（現・浜松市中央区）に所在。駅名や接続路線、所在地の名称は当線または駅廃止時点。
| 駅名           | 読み                 | 駅間 キロ | 累計 キロ | 接続路線・備考   | 所在地 |
| -------------- | -------------------- | --------- | --------- | ---------------- | ------ |
| 遠州西ヶ崎駅   | えんしゅうにしがさき |           | 0.0       | 遠州鉄道：鉄道線 | 積志村 |
| 万斛駅         | まんごく             | 1.1       | 1.1       | 1923年以降に廃止 | 積志村 |
| 女学校前停留場 | じょがっこうまえ     | 0.8       | 1.9       |                  | 笠井町 |
| 遠州笠井駅     | えんしゅうかさい     | 0.5       | 2.4       |                  | 笠井町 |

- 当初停留場は万斛のみであったが、後に女学校前という停留場ができた。[5]
- 下記資料の記述より女学校前停留場（1925年〈大正14年〉に笠井職業女学校が開校し、1947年〈昭和22年〉の北浜高等女学校との合併を経て、静岡県立浜名高等女学校となり、1948年〈昭和23年〉静岡県立浜名高等学校になった）は、現在の笠井中学校前と考えられる。また、臨時ではなく、常設停留場のようである。
「大正3年に西ヶ崎駅と笠井町を結ぶ軽便鉄道が開通した。西ヶ崎〜笠井間2.3キロメール、途中に万斛・女学校前（現在、笠井中学校）に無人停留場を設置した。」（『愛称標識』積志地区愛称標識設置委員会、p.17）

## 輸送実績
| 年度       | 1931年 | 1932年 | 1933年 | 1934年  | 1935年 | 1936年  | 1937年  |
| ---------- | ------ | ------ | ------ | ------- | ------ | ------- | ------- |
| 旅客（人） | 89,231 | 85,132 | 86,684 | 100,959 | 95,384 | 103,018 | 114,944 |

- 鉄道統計資料、鉄道統計各年度版